# ギュンター・ベッカー
ギュンター・ベッカー（Günther Becker, 1924年4月1日 - 2007年1月24日）は、ドイツの作曲家。

## 生涯
バーデン＝ヴュルテンベルク州フォルバッハ出身。12歳より作曲を始めた。1946年にカールスルーエのバーデン音楽大学に入学し、その一方でハイデルベルクのヴォルフガング・フォルトナーに個人的に作曲を師事していた。北西ドイツ音楽アカデミー（現在のデトモルト音楽大学）で引き続きフォルトナーに作曲を師事し、クルト・トーマスに合唱指導法を学んだ。
卒業後の1956年、ギリシャに渡り、王太子（後の国王コンスタンティノス2世）の家庭教師や、合唱指揮者を務めた。その一方で、この時期にダルムシュタット夏季現代音楽講習会で講師を務めた。
しかしギリシャで1967年軍事クーデターが発生したため1968年に帰国し、フリーランスの作曲家として活動し、1971年から1974年まで国際現代音楽協会ドイツ支部の会長を務めた。さらに1973年にロベルト・シューマン大学デュッセルドルフの教授に就任し、1989年まで務めた。